# Росляков Сергій Миколайович
Росляков Сергій Миколайович (нар. 9 січня 1953, Миколаїв) — український мистецтвознавець, член Національної спілки художників України (1993), кандидат мистецтвознавства (1992), директор Миколаївського художнього музею ім. В. В. Верещагіна.

## Біографія
У 1976 закінчив Миколаївський кораблебудівний інститут. Працював в МКІ, НДІ технології суднового машинобудування «Сіріус». З 1982 працює в Миколаївському художньому музеї ім. В. В. Верещагіна.
У 1984 закінчив Ленінградський інститут живопису, скульптури та архітектури імені І. Ю. Рєпіна Академії мистецтв СРСР. Там же захистив дисертацію на звання кандидата мистецтвознавства в образотворчому мистецтві.
У 1993 прийнятий у члени Національної спілки художників України.

## Професійна та громадська діяльність
Один з творців художнього музею імені Євгена Кибрика в місті Вознесенську (1985) і експозиції музею імені Василя Верещагіна (1986). У художньому музеї імені Василя Верещагіна з його ініціативи і під його науковим керівництвом пройшли численні виставки російських і українських художників.
З 1996 курирує напрямок «Мистецтвознавства» в Південнослов'янському інституті Київського славістичного університету, доцент. Автор численних публікацій з питань теорії та історії образотворчого мистецтва.
В останні роки працює в галузі живопису та ювелірного мистецтва. Організатор і учасник виставок у музеї суднобудування і флоту «3 °C.Н.-студія» і «Троє в місті». Член оргкомітету загальноміської програми «Людина року» (м. Миколаїв). Входить до складу наглядової ради Національного історико-археологічного заповідника «Ольвія».

## Політична діяльність
Член Миколаївської обласної організації «Інтелігенція України за соціалізм».
На парламентських виборах 2002 року входив до виборчого списку «Руського блоку».
На місцевих виборах 2010 р. балотувався у депутати Миколаївської обласної ради від Комуністичної партії України.

## Нагороди
У 2000 удостоєний звання «Городянин року» у номінації «Культура».
Заслужений працівник культури України (2008).